# 重北軽南
重北軽南（じゅうほくけいなん、繁体字中国語: 重北輕南）は主に台湾南部をはじめとし、中南部や東部、離島部の市民が中央政府に対し富の再分配や公共事業政策が長年不均衡、不公平で少数派への配慮を欠いてきたことで生じた国内の南北格差（北高南低）を訴えるために使われる用語。南北失衡（南北不均衡）、あるいは南北經濟差距（南北経済格差）とも称される。
台湾では1980年代から現在に至る政治改革に伴って著しい重北軽南現象の存在が指摘され、国内の政治、経済、文化、教育、医療の発展の成果は概ね台北市や北部が享受していて、その他の地方ではそれらに比して少ないものとなっている。そして地方政府の財源が中央政府の補助金や債務に依存する割合が高まり、地方の自主財源不足を招いていることが様々な統計研究で明らかになっている:185。中華人民共和国でも、比較的発展している沿岸部内で北京の中央政府との関係で類似性がみられる:185。
1980年から2012年における台湾北部県市の総人口増加数が368万人なのに対し、中部県市では114万人、南部県市では86万人にとどまり、長期的な趨勢は南部の人口増加は中部より低く、中部は北部よりも低いことを示し、首都である台北市との距離によって相関関係が認められる。この現象は、中央政府の整備する国土開発計画や産業分布の結果とも無関係ではない。
台湾での南北経済格差の背景には中国国民党による長きにわたる重北軽南政策の影響がある。中国大陸での学術研究では馬英九政権がかつて重北軽南を転換すべく推進した政策、公共事業は南部の経済発展にある程度寄与したものの多くの事業が頓挫、先送りされたことで、「重北軽南」は引き続き反対派と産業界の非難を招く結果となっている:85-86。

## 歴史
「重北軽南」という語句は2つの意味合いを軸に展開されている。一方は民間由来での「重北軽南論」。他方は政治家由来の「南北差異論」である。前者は台湾南部の市民が中央政府による富の再分配が長きにわたり北部偏重で不公平感が放置されてきたこと、後者は初期の政治家が市民を出身ごとに選別するために創造したもの。

### 経済
民間において「重北軽南」なる用語が使われてきたのは清代末から日本統治時代にかけて台北が政治経済の中心地となったことが遠因であり、さらに決定的な要因としては1967年に台北市が直轄市に昇格して以降、市の財政が他市に比して優勢となったことである。この趨勢は他県市と台北市の財源格差をもたらした。
1980年代の台湾の産業構造の変化とともに、従来は南北分散に近かった労働力の流動が北部への片方向の集中と変遷したこと、それによる様々な因果関係を巡って市民の論議は継続している。高雄市の人口が2017年夏に台中市に抜かれ国内3位となったことについて高雄市長の陳菊は「半世紀にわたる『北重軽南』政策がもたらした不均衡な国土発展によるもの」としている。

### 政治
「南北差異論」は中国国民党（国民党）の党内において省籍における闘争があったことに起因する。国民党内には「非台湾省人」を主流派として構成されたグループの「新国民党連線」（現新党の前身）があり、自身や支持者の外省人としての特徴を希薄化させたり自集団と党主流派の「省籍差異」を「（台湾における）地域差異」を包含するものへと変遷させることを試み、従来の外省人とそれに対比される本省人の話題を「『台北都市圏の中産階級』と『中南部郷村選出の市民』」で置き換えることを推進してきた。
「南北差異論」は本来は国民党内の政治闘争を提議するものとして出現したが、現在では国民党と民主進歩党（民進党）の2党による、主に選挙期間中に強調される政党間の闘争へと意味合いが変貌している。2000年以降は北藍南緑という用語が登場し南部人と北部人の差異を広報する手段として用いられるようになった。

### 忘中
21世紀になってからは台湾高速鉄道や高雄捷運の開業などで南部の交通インフラには一定の改善がみられたが、依然として台中市を中心とした中部での整備が遅れていることについて、台中市選出の時代力量所属立法委員洪慈庸が2016年に桃園空港偏重の航空政策を批判する際に、市内の鉄道網整備を掲げていた台中市長の林佳龍が2017年に鉄道インフラの整備の遅れを批判する際にそれぞれ「重北軽南忘台中」と表現した。

## 環境格差
2018年中華民国統一地方選挙を控えた民進党陣営は高雄市での遊説で、「国民党の長期執政がもたらした「重北軽南」は台北市の地下空間をMRTに、高雄市の地下空間を石油化学製品のパイプラインにした。過去に国民党執政の中央政府は高雄を重工業化したが、すべて環境汚染をもたらす産業だった。確かに台湾経済への貢献は大きなものだったが、高雄人は肩身の狭い思いで長年苦痛を受けてきた。彼女（陳菊）が高雄に来てから12年、高雄を幸福都市、住みやすい都市に転換させてきた。」と訴えた。

### 空汚
2018年1月、民主進歩党の立法委員（立委）劉建国（雲林県出身）、中国国民党の立委陳宜民（高雄市出身）、時代力量の立委徐永明（台中市出身）、台湾健康空気行動聯盟の理事長[葉光芃らが立法院で合同記者会見を開き、「1つの台湾、2つの天空（一個台灣，兩種天空）」の趨勢、空汚（大気汚染）の南北格差が日増しに拡大していることへの憂慮を表明した。
会見中、委員たちは「濁水渓以南の空気品質と北台湾の差は2008年から2016年まで拡大しつづけ、2017年がそのピークだったと述べ、嘉義県および嘉義市のPM10は最も深刻で、1立方メートル当たり62.5マイクログラム、高雄市も同60.2マイクログラムだったが、同期間の台北都市圏では同35.1マイクログラムだった。濁水渓以南に悪化地域は集中している」と述べた。中南部では有害の基準となる（地図上で）紫色の警報が発令された延べ時間は台北都市圏の10倍以上だった。
徐永明は、空気品質の南北格差は明明白白であり北部で改善されても南部が悪化すると述べ、「行政院環境保護署と立法院はいっそのこと南部に行って役人に実際に行動させ、この問題を正視すべきだ。」と力説した。
劉建国は環境保護のリソースは主に中南部へ投じられるべきであり、「環保署が将来的に環境資源部へ昇格改組されたときには、本部を中南部に設置すべきである。『さもなくば蔡英文新政府は有権者へどうにか説明しなければならない』
書籍『年輕的力量進國會』では「北台湾の大気汚染の大部分は中国大陸由来であり、中南部の大気汚染は地方自身が発生源となっている。経済発展の成果が公平、公正の原則の元で分配と符合せず、きれいな水や空気、食料をもたらせず、様々な経済発展モデルは問題を孕んでいる。長期にわたって台湾の政策は政府高官の支配や行政手続のコントロールを受けておろ、人民の利益は彼らの優先的事項ではなくなっている。
2009年、南部の発電所での年間発電量は1,358万キロワットのうち南台湾向けが975万キロワットで残りは北部への送電として使われた。当時の馬英九政権は南部での火力発電所建設を継続したため争議を引き起こした。
高雄市長の陳菊はかつて市内小港区での大林火力発電所計画で『南電北送』でしかないなら高雄人は受け入れることはできない。」と反発した。

## 域内人口趨勢の南北格差とその影響

### 不動産
北部の住宅価格が高騰しているのは中央政府による長期の「重北軽南」の経済政策に起因するという研究報告がなされている。
2014年刊行の文献では、雇用改善効果のある大型公共事業は中南部では長期にわたり不在であり、北部大都市圏への人口集中を招いた。多数の住民が競って北部に流入することで北部の不動産開発供給に限界をもたらし、かつ林口台地や台北盆地という地形的要因で居住可能地域が限られていたことで用地難を引き起こした:52。

## 地域別域内総生産の比較
| 順位 | 県市                 | NT$     | US$    | PPP    | 地域区分 |
| ---- | -------------------- | ------- | ------ | ------ | -------- |
| 1    | 台北市               | 990,292 | 30,699 | 65,539 | 北       |
| 2    | 新竹市               | 853,089 | 26,446 | 56,459 | 北       |
| -    | 台北都市圏（北北基） | 830,788 | 25,754 | 54,982 | 北       |
| -    | 北北基桃都市圏       | 807,860 | 25,044 | 53,465 | 北       |
| 3    | 連江県               | 776,615 | 24,075 | 51,397 | 離島     |
| 4    | 新北市               | 733,776 | 22,747 | 48,562 | 北       |
| 5    | 桃園市               | 731,518 | 22,677 | 48,413 | 北       |
| -    | 台湾全県市平均       | 727,098 | 22,540 | 48,120 | -        |
| 6    | 台中市               | 724,905 | 22,472 | 47,975 | 中       |
| 7    | 新竹県               | 724,840 | 22,470 | 47,971 | 北       |
| 8    | 澎湖県               | 709,066 | 21,981 | 46,927 | 離島     |
| 9    | 嘉義市               | 709,033 | 21,980 | 46,925 | 南       |
| 10   | 基隆市               | 706,808 | 21,911 | 46,777 | 北       |
| 11   | 宜蘭県               | 700,034 | 21,701 | 46,329 | 北       |
| 12   | 花蓮県               | 693,292 | 21,492 | 45,883 | 東       |
| 13   | 高雄市               | 684,260 | 21,212 | 45,285 | 南       |
| 14   | 金門県               | 668,582 | 20,726 | 44,248 | 離島     |
| 15   | 苗栗県               | 657,292 | 20,376 | 43,500 | 中       |
| 16   | 台南市               | 643,743 | 19,956 | 42,604 | 南       |
| 17   | 台東県               | 623,485 | 19,328 | 41,263 | 東       |
| 18   | 彰化県               | 618,969 | 19,188 | 40,964 | 中       |
| 19   | 雲林県               | 607,776 | 18,841 | 40,223 | 中       |
| 20   | 屏東県               | 592,066 | 18,354 | 39,184 | 南       |
| 21   | 南投県               | 569,453 | 17,653 | 37,687 | 中       |
| 22   | 嘉義県               | 562,743 | 17,445 | 37,243 | 南       |

### 出版物
- 李晏甄 (2011-01). “台灣南北對立想像的興起”. 臺灣博碩士論文知識加值系統、国立政治大学 2017年12月23日閲覧。. （繁体字中国語）
- 柯文欣 (2009-01-01). “台灣地區區域發展差距之再檢視”. 国立成功大学都市計劃學系學位論文:  1–165 2017年12月25日閲覧。.

### その他
- 洪雪珍 (2013年5月24日). “給中南部年輕人的忠告：想回鄉？30歲後再說吧 (台北工作,南部工作,想回家,到台北工作,離開家鄉工作,台北 工作,去台北工作,...)”. 商業周刊. 2017年12月11日閲覧。 （繁体字中国語）
- “被南部低薪嚇到 人力銀行副總：出了台北，要學會不用《勞基法》看台灣”. Yahoo奇摩新聞 (2017年3月18日). 2017年12月11日閲覧。 （繁体字中国語）

### 註釈
1. ↑  藍=泛藍連盟、緑=泛緑連盟